# Władysław Olszyn
Władysław Olszyn (Bochnia, 10 de mayo de 1910-Cracovia, 22 de abril de 1976) fue un actor de teatro y cine, funcionario, profesor y matemático polaco.

## Biografía
Se graduó de la escuela secundaria en 1933. Trabajó entre 1928 y 1930 en el sector de las comunicaciones, labor que alternaba con apariciones de teatro. A comienzos de la década de 1930 estudió matemáticas en la universidad Jaguelónica y en 1945 obtuvo una maestría. Durante la ocupación aliada de Alemania estuvo vinculado al Observatorio Astronómico de Cracovia. Para mediados de 1945 ejerció como director del Teatro de Cámara TUR de Cracovia y, desde entonces, empezó a actuar en diversos escenarios dramáticos de Cracovia. Desde 1949 hasta 1975 fue profesor de la Academia de las artes teatrales de Cracovia (anteriormente conocida como Escuela Estatal de Actuación). A comienzos de la década de 1950 ejerció como subdirector y entre 1953-63 fue vicerrector. En esta academia enseñó el marxismo-leninismo, actuación y prosa.

## Filmografía

### Cine y televisión
- 1945-46: Teatr Kameralny TUR
- 1946-54: Teatry Dramatyczne
- 1953: Pościg
- 1953: Stíhání[5]
- 1956: Warszawska syrena
- 1956: Nikodem Dyzma
- 1957: Deszczowy lipiec
- 1958: Kalosze szczęścia
- 1963: Teatr Klary Gazul
- 1974: Przed zachodem słońca

## Órdenes y decoraciones
- Cruz de Oro al Mérito. 22 de julio de 1952.[6]
- Medalla del 10.º Aniversario de la Polonia Popular. 28 de enero de 1955.[7]